# Иштыхан
Иштыхан (узб. Ishtixon / Иштихон) — город, административный центр Иштыханского района Самаркандской области Узбекистана.

## История

### Раннее средневековье
Остатки средневекового города — Иштихан-тепе расположены недалеко от современного. Иштихан-тепе возник около VI века и в IX—X веках испытал, по предположениям историков, период расцвета.
Этому времени принадлежат найденные здесь квадратные кирпичи с круглыми орнаментальными клеймами, монеты и керамика.
В южной части городища раскопано жилое здание с пахсовыми стенами и полами, выстланными двумя и тремя рядами жжённого кирпича разных размеров (30×15×3-3,5 см и 34×17×3-5 см). Там встречен необычно большой кирпич размером 49×49×6 см, единственный квадрат.
В 740—760 годах Иштиханом управлял тюркский правитель Кара-Бугра.

### В IX—XIII веках
Автор X века Ибн Хаукаль сообщает: «Иштихан — отдельно стоящий город, очень здоровый и изобилующий окрестными селениями, садами, лугами, местами для прогулок и болотами, поросшими тростником. Хотя, впрочем, весь Согд довольно однообразен в смысле здоровья, плодородия, растительности, плодов и посевов… В Иштихане имеется цитадель в шахристане и рабад, а также протоки и плантации. Из одного его селения происходил Оджейф б. Анбаса».

### Новое и новейшее время
С 1943 года Иштихан имел статус посёлка городского типа.
Статус города был присвоен Иштихану в 1984 году.
В настоящее время город разделён на четыре махалли: Г.Гулом, Ж.Махмудов, Узбекистон и Иштихон МФЙ.

## География
Город расположен в 25 км от железнодорожной станции Каттакурган (на линии Самарканд — Навои).

## Население
| 1979 | 1989   | 2001   |
| ---- | ------ | ------ |
| 6932 | 10 155 | 12 300 |